# Botyodes diniasalis
Botyodes diniasalis is een vlinder uit de familie van de grasmotten (Crambidae), uit de onderfamilie van de Spilomelinae. De wetenschappelijke naam van deze soort is voor het eerst voorgesteld als Botys diniasalis door Francis Walker in een publicatie uit 1859.
De spanwijdte varieert van 25 tot 30 millimeter.

## Verspreiding
De soort komt voor in
- het Palearctisch gebied (Madeira, Canarische Eilanden, Rusland, Afghanistan, China, Zuid-Korea, Zuid-Japan),
- het Afrotropisch gebied (Mali, Nigeria, Congo-Kinshasa, Oeganda, Kenia, Tanzania, Zambia, Malawi, Zimbabwe, Zuid-Afrika),
- het Oriëntaals gebied (Pakistan, India, Sri Lanka, Hong-Kong, Taiwan, Thailand, Laos).

## Waardplanten
De rups leeft op:
- Malvaceae
  - Grewia asiatica
- Salicaceae
  - Populus alba (Witte abeel)
  - Populus ciliata
  - Populus deltoides
  - Salix pentandra